# Fegen
Fegen este o arie protejată (arie specială de conservare — SAC, sit de importanță comunitară — SCI, arie de protecție specială avifaunistică — SPA) din Suedia întinsă pe o suprafață de 1.621 ha, integral pe uscat.

## Localizare
Centrul sitului Fegen este situat la coordonatele 57°12′12″N 13°08′19″E / 57.2033°N 13.1387°E.

## Înființare
Situl Fegen a fost declarat arie de protecție specială avifaunistică în martie 1996 pentru a proteja 8 specii de animale. Alte tipuri de protecție:
- sit de importanță comunitară (în ianuarie 1998)
- arie specială de conservare (în martie 2011)[1][3][4]

## Biodiversitate
Situată în ecoregiunea boreală, aria protejată conține 5 habitate naturale: Ape stătătoare oligotrofe până la mezotrofe, cu vegetație de Littorelletea uniflorae și/sau de Isoëto-Nanojuncetea, Păduri acidofile de stejar bătrân cu Quercus robur pe câmpii nisipoase, Păduri de fag Luzulo-Fagetum, Păduri de stejar sau de stejar și carpen sub-atlantice și medio-europene de Carpinion betuli, Mlaștini turboase de tranziție și turbării mișcătoare.
La baza desemnării sitului se află mai multe specii protejate:
- păsări (7): lebădă de iarnă (Cygnus cygnus), cufundar polar (Gavia arctica), cufundar mic (Gavia stellata), vultur pescar (Pandion haliaetus), ploier auriu (Pluvialis apricaria), cocoșul de mesteacăn (Tetrao tetrix tetrix), fluierar de mlaștină (Tringa glareola)
- mamifere (1): liliac cârn (Barbastella barbastellus)